# 布蘭諾耶湖
50°58′43″N 54°27′53″E / 50.97861°N 54.46472°E
布蘭諾耶湖（俄语：Буранное），是俄羅斯的湖泊，位於該國西南部，由奧倫堡州負責管轄，處於索利-伊列茨基區，長4.2公里、寬0.2公里，面積0.8平方公里，海拔高度82米。